# Адам Хайнрих Готлоб фон Лихтенщайн
Адам Хайнрих Готлоб фон Лихтенщайн (на немски: Adam Heinrich Gottlob von Lichtenstein, posthumus; * 28 декември 1693, Лам, окръг Кобург, Бавария; † 2 август 1747, Лам) е фрайхер, благородник от франкския имперски рицарски род Лихтенщайн в Бавария.

## Живот
Той е син на фрайхер Адам Хайнрих фон Лихтенщайн (1666 – 1693) и съпругата му Флорина Маргарета фон Велтхайм (1675 – 1751), дъщеря на Георг Филип фон Велтхайм (1644 – 1683) и Луиза фон Щамер († 1691). Внук е на Йохан Якоб фон Лихтенщайн (1614 – 1692) и Ева Мария Трухзес фон Ветзхаузен (1625 – 1672). Потомък е на Ерхард фон Лихтенщайн († 1529) и Анна фон Хутен.
Господарите фон Лихтенщайн са от 1333 г. господари в рицарското имение Лам. През 1699 г. главната линия на фамилията умира с Вилхелм Улрих фон Лихтенщайн цу Лихтенщайн и клонът Лихтенщайн от Лам наследява фамилната резиденция замък Лихтенщайн.
От 1717 г. Адам Хайнрих построява вдовишкия дворец Хайлгерсдорф в Горна Франкония за майка си Флорина Маргарета фон Велтхайм, която не се установява там. Фамилията живее в този дворец само ок. 90 години.
Адам Хайнрих дарява оргел на строената църква (1728 – 1732) в Лам, на която е патрон.
- Дворец Лам в окръг Кобург
- Дворец Хайлгерсдорф в Горна Франкония
- Замък Лихтенщайн в Долна Франкония

## Фамилия
Адам Хайнрих Готлоб фон Лихтенщайн се жени на 22 август 1715 г. в Еркслебен за Анна Урсула Катарина фон Алвенслебен (* 14 февруари 1699; † 8 юни 1717, Лам), дъщеря на Гебхард Йохан II фон Алвенслебен (1642 – 1700) и Катарина София фон Бартенслебен († 1725), дъщеря на Йохан Даниел фон Бартенслебен (1633 – 1689) и Анна Аделхайд фон Велтхайм (1631 – 1706). Те имат една дъщеря:
- Флорина София фон Лихтенщайн (* 11 юни 1716, Лам; † 7 май 1756, Хановер), омъжена на 11 юни 1737 г. в замък Лам за Ото Кристиан фон Ленте (* 27 юли 1706, Ленте; † 9 май 1750, Хановер), син на Алберт Вернер фон Ленте (1681 – 1727) и Доротея София фон Мюххаузен (1689 – 1708); имат двама сина